# Smolno Małe
Smolno Małe – wieś w Polsce, w województwie lubuskim, w powiecie zielonogórskim, w gminie Kargowa.
Do 2023 miejscowość była przysiółkiem wsi Smolno Wielkie.
W latach 1975–1998 przysiółek administracyjnie należał do województwa zielonogórskiego.

## Zabytki
Do wojewódzkiego rejestru zabytków wpisany jest:
- młyn wodny, z początku XIX wieku, nie istnieje.